# Peter Kyros
Peter Nicholas Kyros, född 11 juli 1925 i Portland, Maine, död 10 juli 2012 i Washington, D.C., var en amerikansk politiker (demokrat). Han var ledamot av USA:s representanthus 1967–1975.
Kyros studerade vid Massachusetts Institute of Technology och utexaminerades sedan 1947 från United States Naval Academy. Han tjänstgjorde i USA:s flotta 1944–1953. År 1957 avlade Kyros juristexamen vid Harvard Law School och arbetade därefter som advokat.
Kyros efterträdde 1967 Stanley R. Tupper som kongressledamot och efterträddes 1975 av David F. Emery.